# 斯芬克斯科普夫峰
斯芬克斯科普夫峰（英語：Sphinxkopf Peak）是南極洲的山峰，位於毛德皇后地的阿斯特里德公主海岸，屬於沃爾塔特山脈的一部分，處於斯芬克斯山北端，現時由南極條約體系管理。